# Henri Fraisse
Jean-Victor Henri Fraisse (geb. 1. Dezember 1804 in Lausanne; gest. 20. Februar 1841 in Montreux) war ein Schweizer Architekt.
Der Sohn des Architekten Jean-Abraham Fraisse besuchte sechzehnjährig die Lausanner Akademie und absolvierte dann eine Ausbildung beim ortsansässigen Architekten Jean-Siméon Descombes. Nach einem Rom-Aufenthalt 1825 studierte er 1826 bis 1830 an der École des Beaux-Arts in Paris im Atelier von Achille Leclère.

## Werkauswahl
- Grenette, Kornhaus, Lausanne 1838–40[1]
- Eglise de la Croix d’Ouchy, Lausanne 1839–40[2]